# Roberto Busa

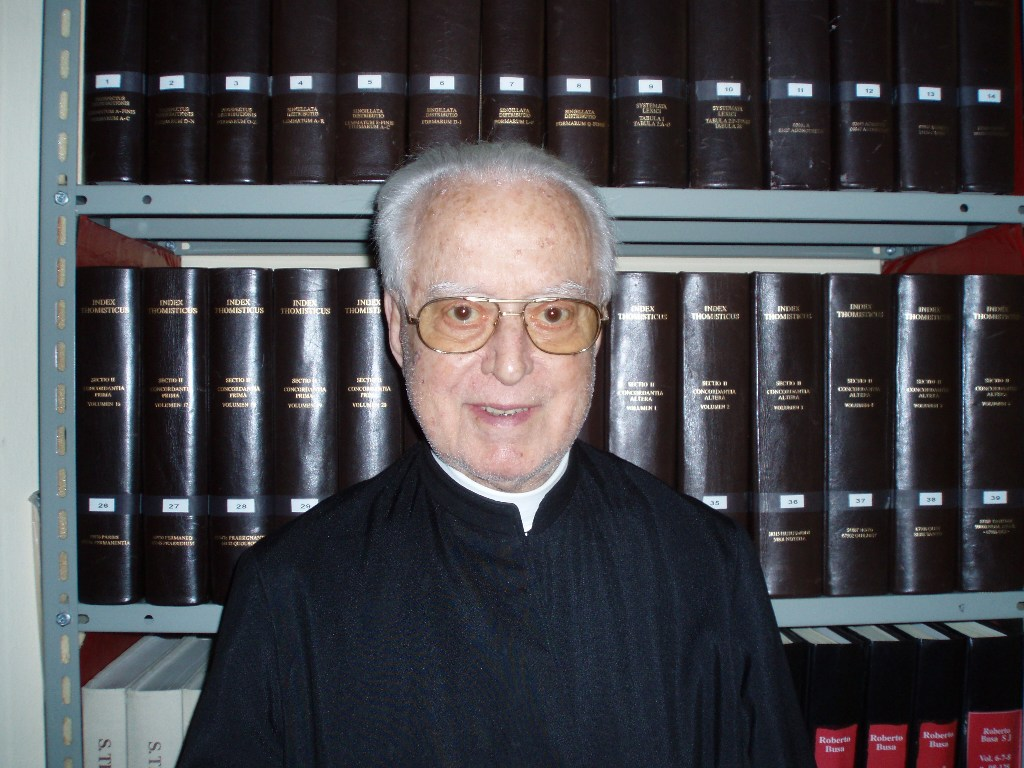
Roberto Busa (2006)

Roberto Busa SJ (* 28. November 1913 in Asiago, Provinz Vicenza; † 9. August 2011 in Gallarate, Provinz Varese) war ein italienischer Ordensgeistlicher, Theologe und Linguist. Roberto Busa gilt als Begründer der wissenschaftlichen Anwendung der EDV in den Geisteswissenschaften (Digital Humanities) und Erfinder des Index Thomisticus.

## Leben
Roberto Busa, zweites von fünf Kindern eines Bahnbeamten, besuchte die Grundschule in Bozen, das Scipione Maffei in Verona und das Tiziano Vecellio in Belluno. 1928 trat er in das Priesterseminar von Belluno ein und studierte Katholische Theologie, unter anderem mit Albino Luciani (Johannes Paul I.). Er trat 1933 der Ordensgemeinschaft der Jesuiten bei und diplomierte 1937 in Philosophie und 1940 in Katholischer Theologie. Am 30. Mai 1941 empfing er die Priesterweihe. Im Zweiten Weltkrieg war er von 1940 bis 1943 Militärgeistlicher bei der italienischen Armee, später bei den Partisanen.
An der Päpstlichen Universität Gregoriana in Rom wurde er 1946 mit der Arbeit La Terminologia Tomistica dell'interiorità zum Doctor theologiae promoviert. Eine Folge seiner Doktorarbeit war die Lemmatisierung der Werke von Thomas von Aquin. Aufgrund des Umfangs der Werke von Thomas von Aquin und der Komplexität einer Lemmatisierung arbeitete Busa mit Thomas J. Watson, dem Gründer von IBM, zusammen. Anstatt kalkulierter 40 Jahre konnte mittels IBM-Technik die Aufgabe in sieben Jahren erledigt werden. Es entstand der sogenannte Index Thomisticus, ein 56-bändiges Werk mit 70.000 Seiten. Busa wurde somit zu einem der Pioniere in der Anwendung von Computern in der Lexikographie, Texthermeneutik und Computerlinguistik und späteren Informationstechnologien für die Textanalyse, Lexikographie und Literatur als Vorläufer von Hypertext, Internet und Wikipedia.
1949 wurde er zum ordentlichen Professor für Ontologie, Theodizee und Wissenschaftliche Arbeit an der Päpstlichen Universität Gregoriana ernannt. Zudem war er an der Jesuitenfakultät Aloisianum in Gallarate, Provinz Varese, tätig. Infolge seiner Tätigkeit entstanden das Centro Automazione Analisi Linguistica (CAAL), das Comitato Promotore und das Collegio d'Iniziativa. 1983 folgte die Associazione per la Computerizzazione delle Analisi Ermeneutiche e Lessicologiche (CAEL) dem CAAL. 1992 gründete er die Schule für Lexikographie und Hermeneutik (Scuola di Lessicografia ed Ermeneutica) innerhalb der Fakultät für Philosophie an der Gregoriana. An der Università Cattolica del Sacro Cuore in Mailand gründete er die Gruppo Interdisciplinare per le Ricerche della Computerizzazione dei Segni dell'Espressione (GIRCSE) und lehrte von 1995 bis 2000 Künstliche Intelligenz und Robotik. An der Gregoriana lehrte er zuletzt Computerunterstützte Textanalyse und Thomistische Hermeneutik.
Er ist Namensgeber des Busa Prize. 2005 wurde er durch den italienischen Staatspräsidenten Carlo Azeglio Ciampi mit dem Großkreuz (Cavaliere di Gran Croce) des Verdienstordens der Italienischen Republik ausgezeichnet.